# Петров, Сергей Андреевич (морской лётчик)
Сергей Андреевич Петров (1889—1918) — русский морской лётчик, герой Первой мировой войны, старший лейтенант.

## Биография
Образование получил в Императорском училище правоведения, которое окончил в 1910 году. Знал французский, итальянский, немецкий и татарский языки.
В 1910 году поступил юнкером во флот, в 1912 году был произведен в корабельные гардемарины. Выдержав офицерский экзамен, 1 января 1913 года был произведен в мичманы и зачислен в 1-й Балтийский флотский экипаж.
С началом Первой мировой войны — в 1-м Балтийском флотском экипаже. В 1915 году поступил в Офицерскую школу морской авиации, окончил обязательные теоретические авиационные курсы при Петроградском политехническом институте и был направлен в Бакинский филиал Офицерской школы морской авиации (БОШМА), по окончании которой 11 января 1916 года получил звание морского лётчика. Затем был назначен морским лётчиком 1-го судового отряда Авиационного отдела службы связи Балтийского моря. 10 апреля 1916 года произведен в лейтенанты, а 22 мая 1916 года назначен начальником того же отряда. Удостоен ордена Св. Георгия 4-й степени
За то, что 21-го июня 1916 г. атаковал неприятельский гидроплан и вынудил его быстро спланировать на наше расположение, причем аппарат при посадке разбился, а летчики взяты в плен.
Через несколько дней лётчик одержал свою вторую победу в воздушном бою 4 (17) июля) 1916 года четырёх российских самолётов с гидроавиатранспорта «Орлица» с четырьмя германскими самолётами. Дата этого боя стала датой профессионального праздника — Дня рождения Морской авиации России, учреждённого приказом Министра обороны РФ № 253 от 15.07.1996 года. Экипаж сбитого германского аэроплана был захвачен в плен, но был сбит и один русский самолёт, лётчик поручик А. Н. Извеков погиб (во многих источниках есть существенные расхождения и по числу участников боя с каждой стороны и по его результатам).
Произведен в старшие лейтенанты 28 июля 1917 года. В конце 1917 года был назначен начальником авиационной школы в Баку. Застрелен ночным патрулем в январе-феврале 1918 года в Баку.

## Награды
- Орден Святого Станислава 3-й ст. с мечами и бантом (ВП по Морскому ведомству от 16.02.1915)
- Орден Святой Анны 3-й ст. (ВП по Морскому ведомству от 11.01.1916)
- Орден Святого Георгия 4-й ст. (ВП по Морскому ведомству № 840 от 28.11.1916)